# Dipseudopsis robustior
Dipseudopsis robustior är en nattsländeart som beskrevs av Georg Ulmer 1929. Dipseudopsis robustior ingår i släktet Dipseudopsis och familjen Dipseudopsidae. Utöver nominatformen finns också underarten D. r. andamanensis.